# Trichopsenius
Trichopsenius — рід жуків родини жуків-хижаків (Staphylinidae).

## Поширення
Рід поширений в Іспанії (один вид), Північній Африці (один вид), Північній Америці (п'ять видів). В Азії п'ять видів відомі з Японії, але не було жодної знахідки за межами Японії, крім одного виду, знайденого 2023 року в Китаї.
Вони живуть під землею в термітниках. Вони можуть жити разом з термітами з кількох різних родин.

## Опис
Крихітні (приблизно 2 мм завдовжки), дрібноволосисті, блискучі жовтувато-коричневі короткокрилі жуки. Вусики 11-членикові. Нижньощелепні щупики 4-членикові, нижньогубні складаються з 3 сегментів. Формула лапок: 5-5-5. Тіло коротке і широке. На спині з боків є довгі щетинки.

## Види
Рід містить 12 видів:
- Trichopsenius brunneus Naomi & Terayama, 1986[3]
- Trichopsenius californicus Seevers, 1957
- Trichopsenius crassicornis Naomi & Terayama, 1996
- Trichopsenius depressus (J.L.LeConte, 1863)
- Trichopsenius frosti Seevers, 1945
- Trichopsenius huaxiensis Jiang, 2023[4]
- Trichopsenius ibericus Kistner & Assing, 1997[5]
- Trichopsenius japonicus Seevers, 1957
- Trichopsenius longipes Seevers, 1945
- Trichopsenius matsumotoi Naomi & Terayama, 1986
- Trichopsenius serratus Naomi & Terayama, 1986
- Trichopsenius xenoflavipes Seevers, 1945